# Knieperstraße 5 (Stralsund)
Das Wohnhaus Knieperstraße 5 in Stralsund ist ein denkmalgeschütztes Bauwerk in der Knieperstraße.

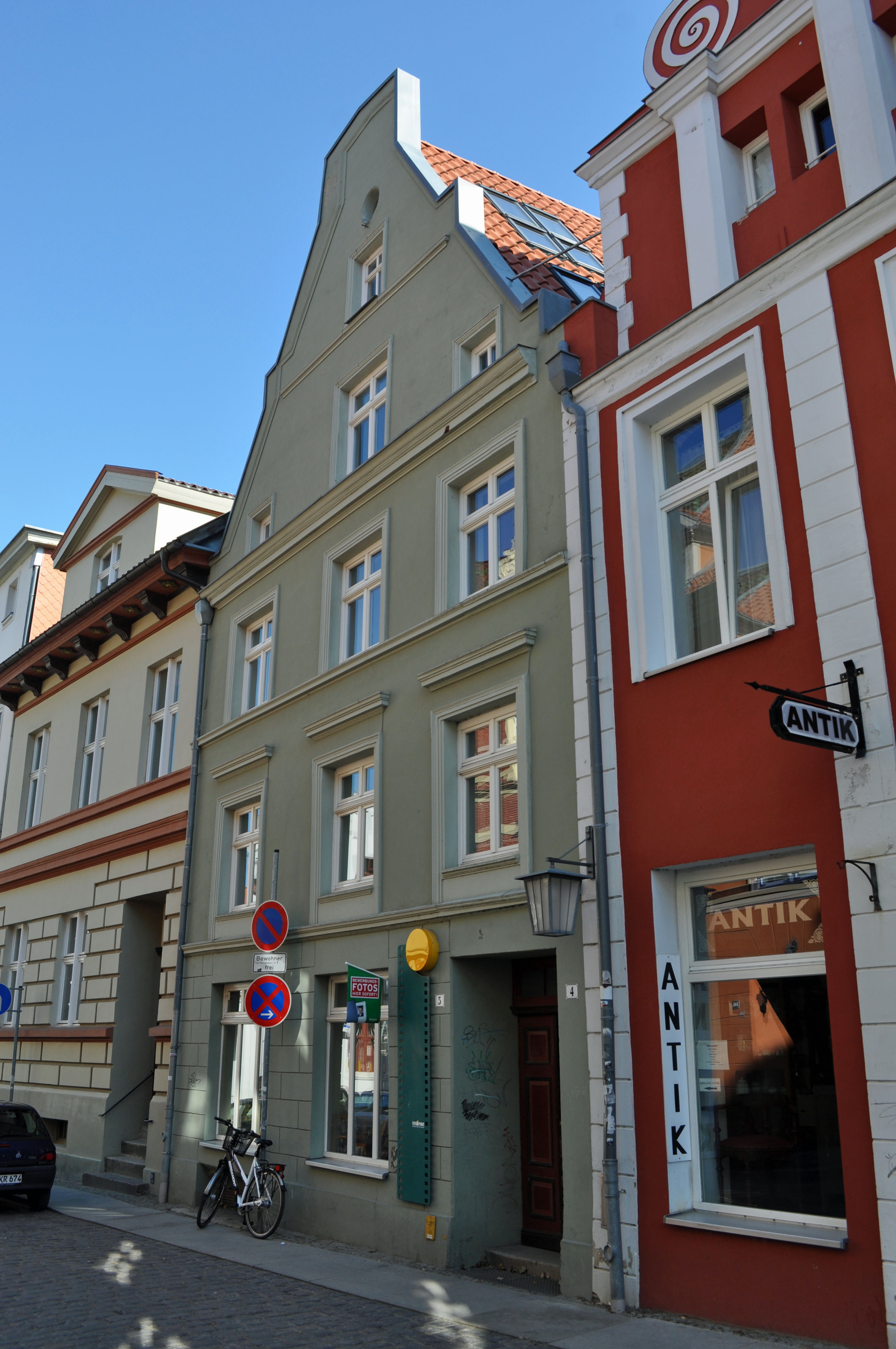
Haus Knieperstraße 5 in Stralsund (2012)

In der Mitte des 18. Jahrhunderts wurde dieses dreigeschossige, dreiachsige Haus, das im Kern mittelalterlich ist, barock erneuert. Mitte des 19. Jahrhunderts wurde es wieder umgestaltet; die Putznutung im Erdgeschoss und der Dreiecksgiebel stammen aus dieser Umgestaltung.
Das Haus im Kerngebiet des von der UNESCO als Weltkulturerbe anerkannten Stadtgebietes des Kulturgutes „Historische Altstädte Stralsund und Wismar“ ist in die Liste der Baudenkmale in Stralsund eingetragen.